# Haus Westland

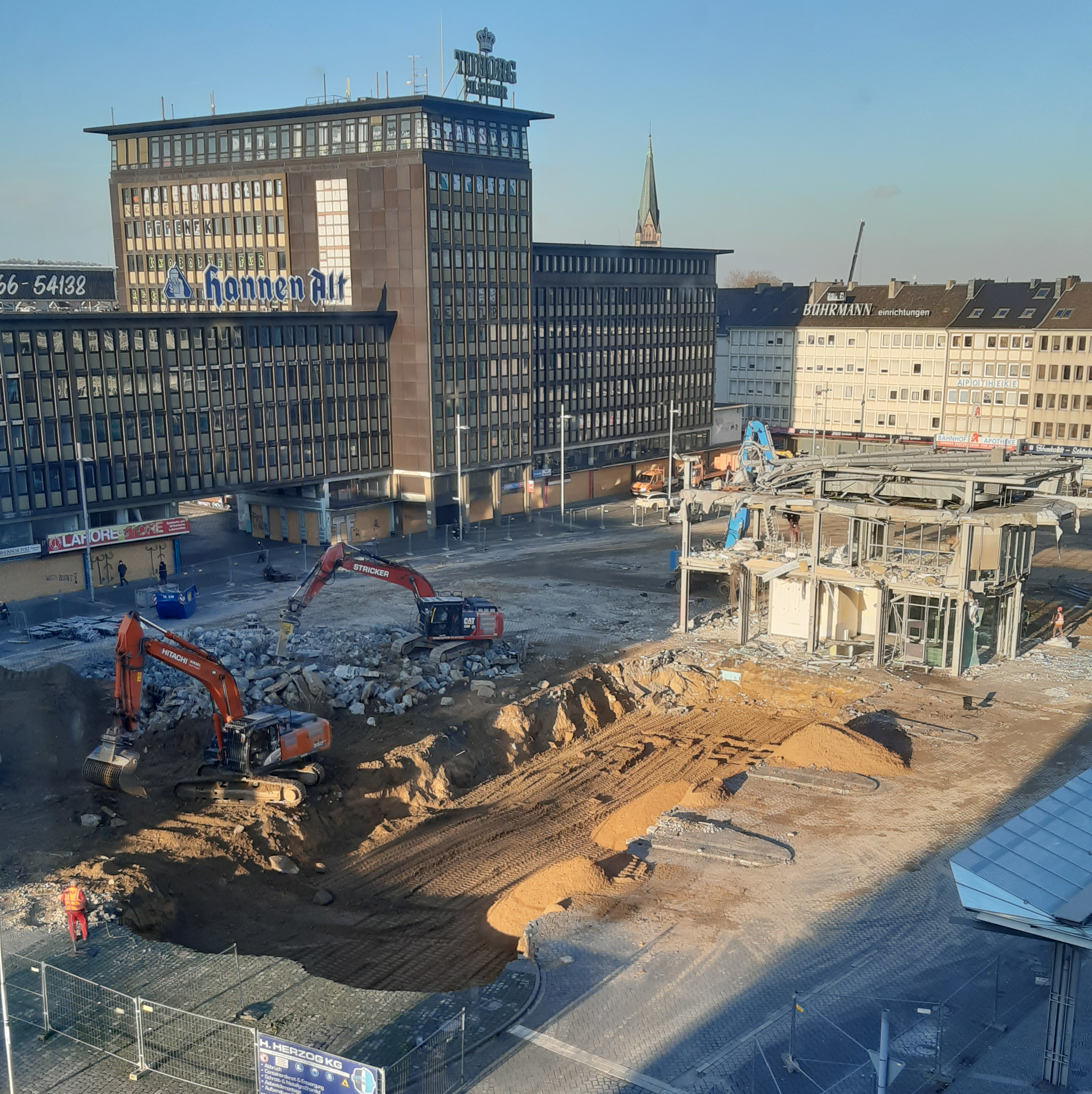
Das Haus Westland im Januar 2023

Das Haus Westland ist ein Gebäude im Stadtteil Gladbach der Stadt Mönchengladbach in Nordrhein-Westfalen.

## Lage
Das Gebäude liegt im Zentrum Mönchengladbachs gegenüber des Hauptbahnhofes am Europaplatz mit dem zentralen Busbahnhof. Hinter Haus Westland verläuft die Steinmetzstraße, die den Abteiberg hoch zum Einkaufszentrum Minto führt.

## Geschichte und Nutzung
Das Haus Westland wurde 1955 nach Plänen des Architekten Peter Steuser  als Büro- und Wohngebäude errichtet. Im Erdgeschoss, zugewandt zum Europaplatz, befinden sich Ladenlokale kleinerer bis mittlerer Größe. Zeitweise nutzte die Stadtverwaltung Büroflächen für verschiedene Dienststellen.
Das Gebäude war auf vielen Postkarten abgebildet und galt aufgrund seiner Lage als „zentraler Eingang“ der Stadt.

## Aktueller Zustand
Das Gebäude steht seit Jahren leer. Sein baulicher Zustand gilt als „desolat“. Lokale Medien (u. a. die Rheinische Post) bezeichnen es als „Schrottimmobilie“.

## Aussicht
Es bestehen schon länger Pläne das Gebäude abzureißen. Zur Umsetzung dessen führte die Stadt Mönchengladbach im Jahre 2016 einen Planungswettbewerb durch. Bei diesem Wettbewerb siegte der Entwurf „19 Häuser“ von KBNK Architekten aus Hamburg. Demnach soll ein neuer Gebäudekomplex, bestehend aus vier Blöcken, mit einer Bruttogrundfläche von 42.000 Quadratmetern entstehen. Realisiert werden soll es von der BEMA-Gruppe aus Düsseldorf.
Weil Baumaterialien und das Bauen im Jahr 2022 deutlich teurer geworden seien, zögert der Investor BEMA, das Konzept „19 Häuser“ zu realisieren. Die Stadt Mönchengladbach, die Entwicklungsgesellschaft der Stadt Mönchengladbach mbH (EWMG) und die BEMA sind laut Stadtverwaltung „in intensiven Abstimmungen“.

## Diskussion über den Erhalt
Die Fraktion der Partei Die PARTEI im Rat der Stadt Mönchengladbach hat vorgeschlagen, dass Haus Westland unter Denkmalschutz gestellt wird.